# Пруды (Орловская область)
Пруды́ — упразднённое село в Новосильском районе Орловской области России.

## Название, география
Село расположено в восточной части области, в 7 км от районного центра Новосиля. Название получено от географического термина пруд. Село располагалось в холмистой местности со множеством искусственных водоёмов — прудов. Из всех прудов — самый большой и популярный Варница — ныне место отдыха. Когда-то в том месте занимались изготовлением саней и телег (повозок). Замачивали и пропаривали полозья и дуги перед гибкой. А также варили дёготь («русское масло»). Отсюда и название «вар», «варнить» — вываривать (по аналогии с солеварней). Вокруг пруда растёт большой лес — называется Галунский. В середине леса находится большая поляна. Слово «гала(о)» — лесная поляна (для сенокоса), открытое голое место среди леса — имеет финно-угрское языковое происхождение, что может подтверждать свидетельство о северо-западных народах, заселявших «Дикое поле» и образовавших впоследствии племенной союз вятичей.

## История
Селение Пруды Никольского стана упоминается в Дозорной книге Новосильского уезда за 1614—1615 годы как село Верхние Пруды и деревня Нижние Пруды. В писцовой книге за 1646 год — как село Верхние Пруды и сельцо Нижние Пруды. «Сельцо» означало наличие господского дома (возможно Голицыных). На плане дач генерального межевания (ПГМ) конца XVIII века показано как одно село Пруды. Село являлось волостным центром Новосильского уезда Тульской губернии. Прудовской приход Тульской епархии возник предположительно не в конце XVII или в начале XVIII века как указывается в извлечении из церковно-приходских летописей, а гораздо раньше. По крайней мере в начале XVII века церковь уже была в Верхних Прудах, о чём свидетельствует дозорная книга. Приход состоял из села Прудов, сельца Мужикова, деревень: Новосергеевки (Гагаринка), которая в разное время входила в Кириковский приход села Кириллово и в Перестряжский приход села Перестряж, Сергиевской (Подберёзово) и хутора Елизаветина (деревня Хохлы). В 1777 году на средства помещика князя Голицына Петра Яковлевича (уже после его смерти) был построен новый деревянный храм во имя святителя и чудотворца Николая с приделом во имя Казанской иконы Божьей Матери. В 1885 году была открыта земская народная школа. В 1892 году было начато строительство каменного Никольского храма, который полностью разрушили при Советской власти не найдя ему никакого применения. О бывших прежде храмах ничего не известно. На месте церкви в настоящее время располагается кладбище и рядом Прудовская 8-летняя школа, построенная в 1957 году. В 1925 году село Пруды как часть Новосильского уезда вошло в состав Орловской губернии. В 1927 году Пруды стали административным центром сельского совета. Состав, входящих в него поселений, с течением времени менялся. В ноябре-декабре 1941 года было оккупированы немецкими фашистами. В июле 1943 года во время Курской битвы в Малых Прудах был размещён хирургический полевой подвижный госпиталь № 5168.
В 1926 году село Пруды ещё являлось одним селом, но потом оно разделилось на две части, которые стали самостоятельными населёнными пунктами — село Малые Пруды и деревня Большие Пруды, а затем выделился и посёлок Лазаревка (в просторечии Собачёвка). Село, деревня и посёлок входят в состав Прудовского сельского поселения, администрация которого находится в деревне Большие Пруды.
В Малых Прудах рядом со школой находится памятник истории — братская могила Советских воинов, погибших в боях с фашистскими захватчиками.

## Население
По приходским спискам за 1857 год в Прудах насчитывалось 80 дворов и 770 крепостных крестьян, принадлежащих в разное время помещикам Голицыным, Хилковым, Дараганам. По Всероссийской переписи населения 2010 года общая численность селения Пруды (село Малые Пруды, деревня Большие Пруды, посёлок Лазаревка) составило 271 человек. За четыре года (с 2011 по 2014 год) зарегистрировано новорождённых 4 человека.

## Новое время
Изменения, произошедшие в стране в 1990-е годы, не обошли стороной и это село. Колхоз развалился быстро. Производственные и складские помещения, зерновой ток и фермы, в том числе и большой животноводческий комплекс почти разрушены и заросли бурьяном. Село живёт личным подсобным хозяйством. Да фермеры (больше подходит слово единоличники) не дают совсем угаснуть жизни.

## Фотогалерея

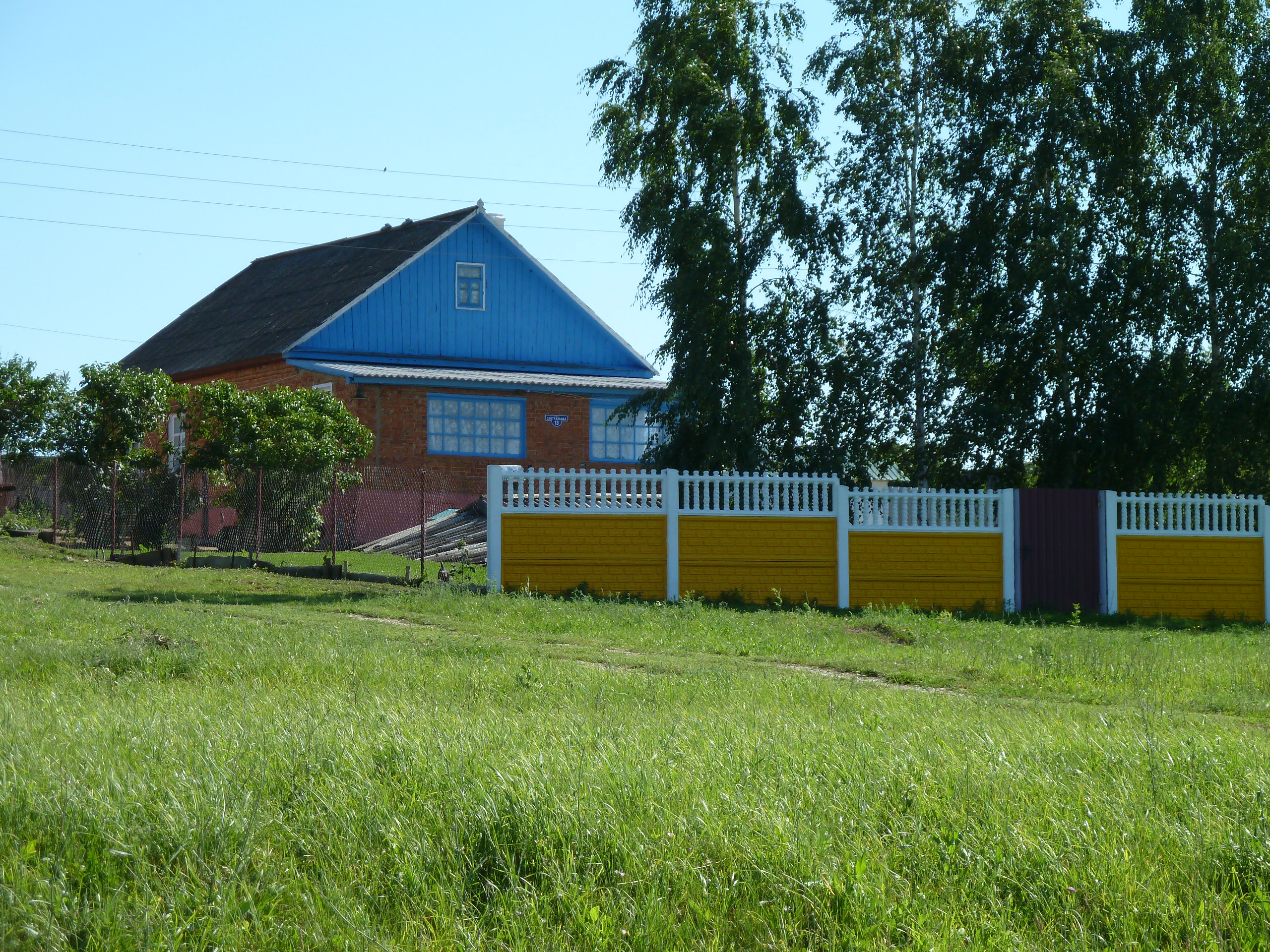
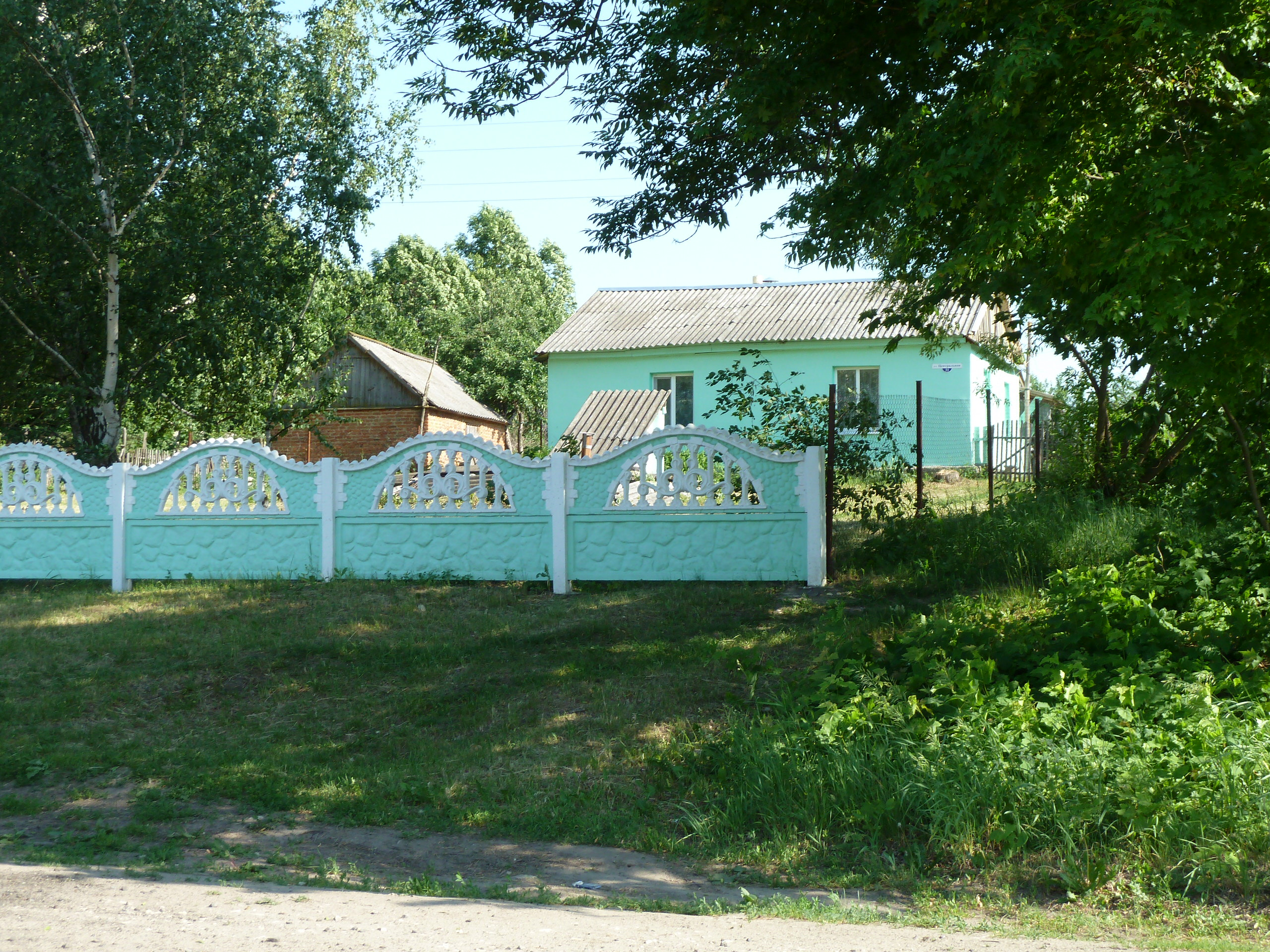
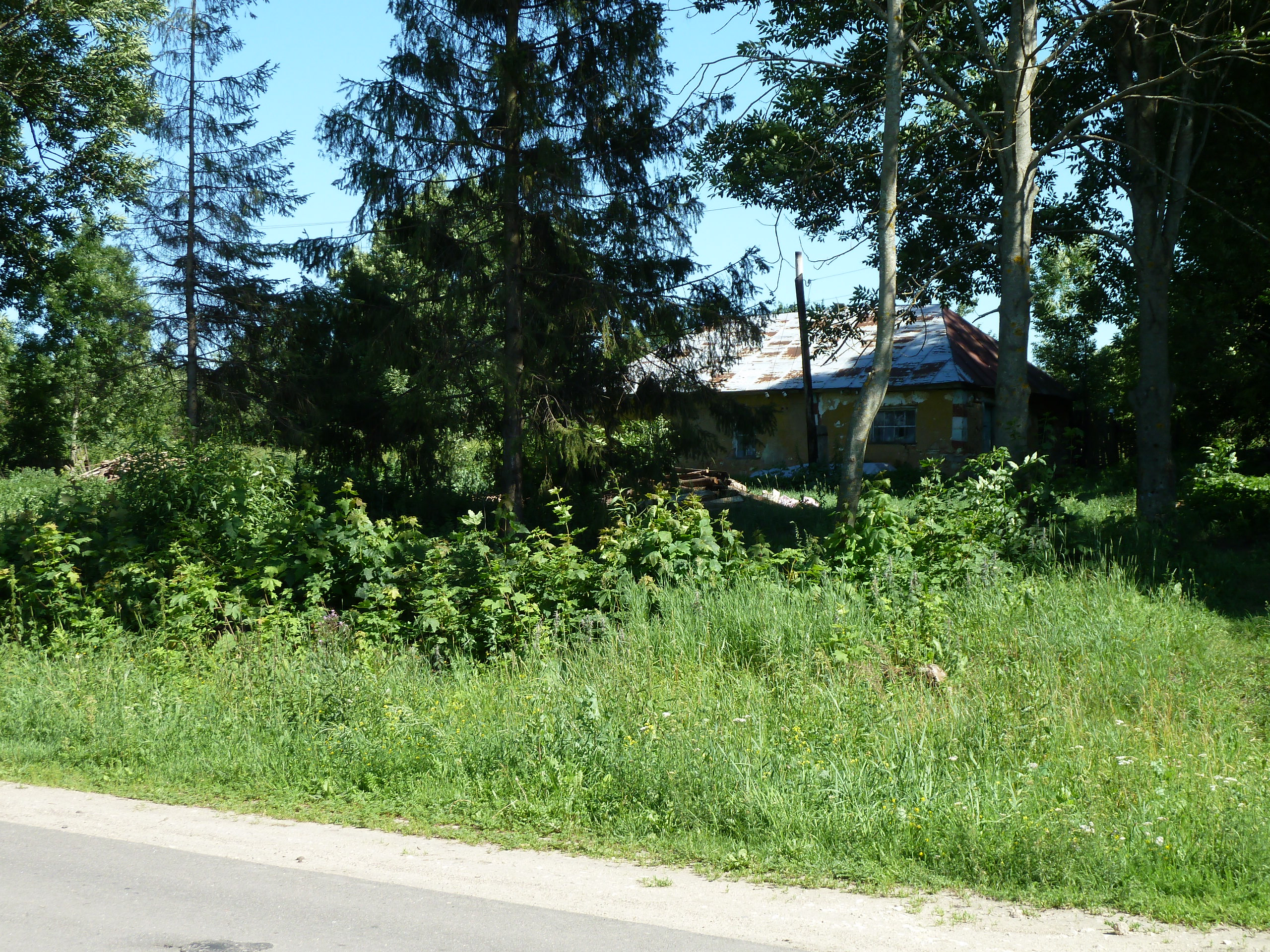
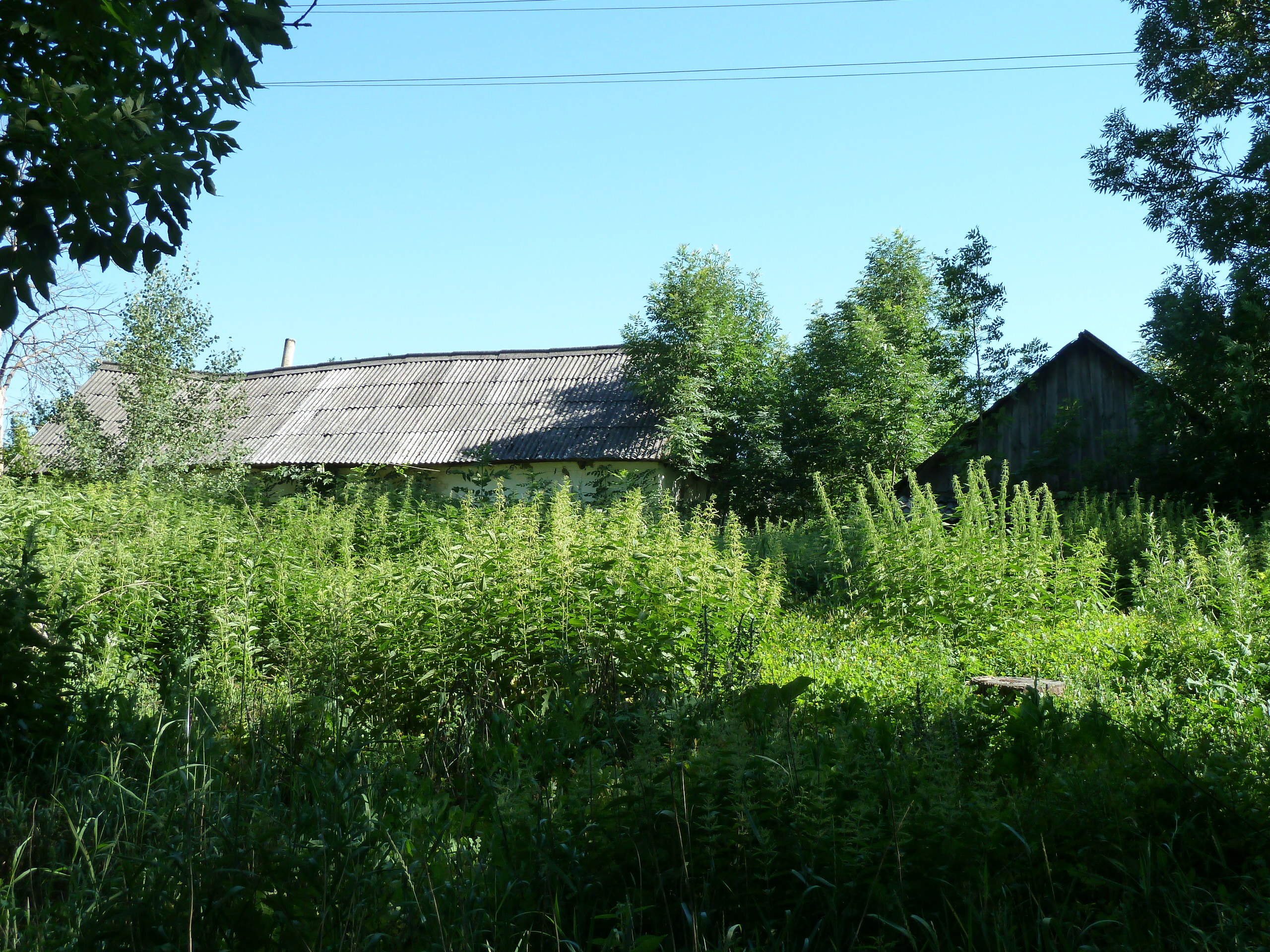
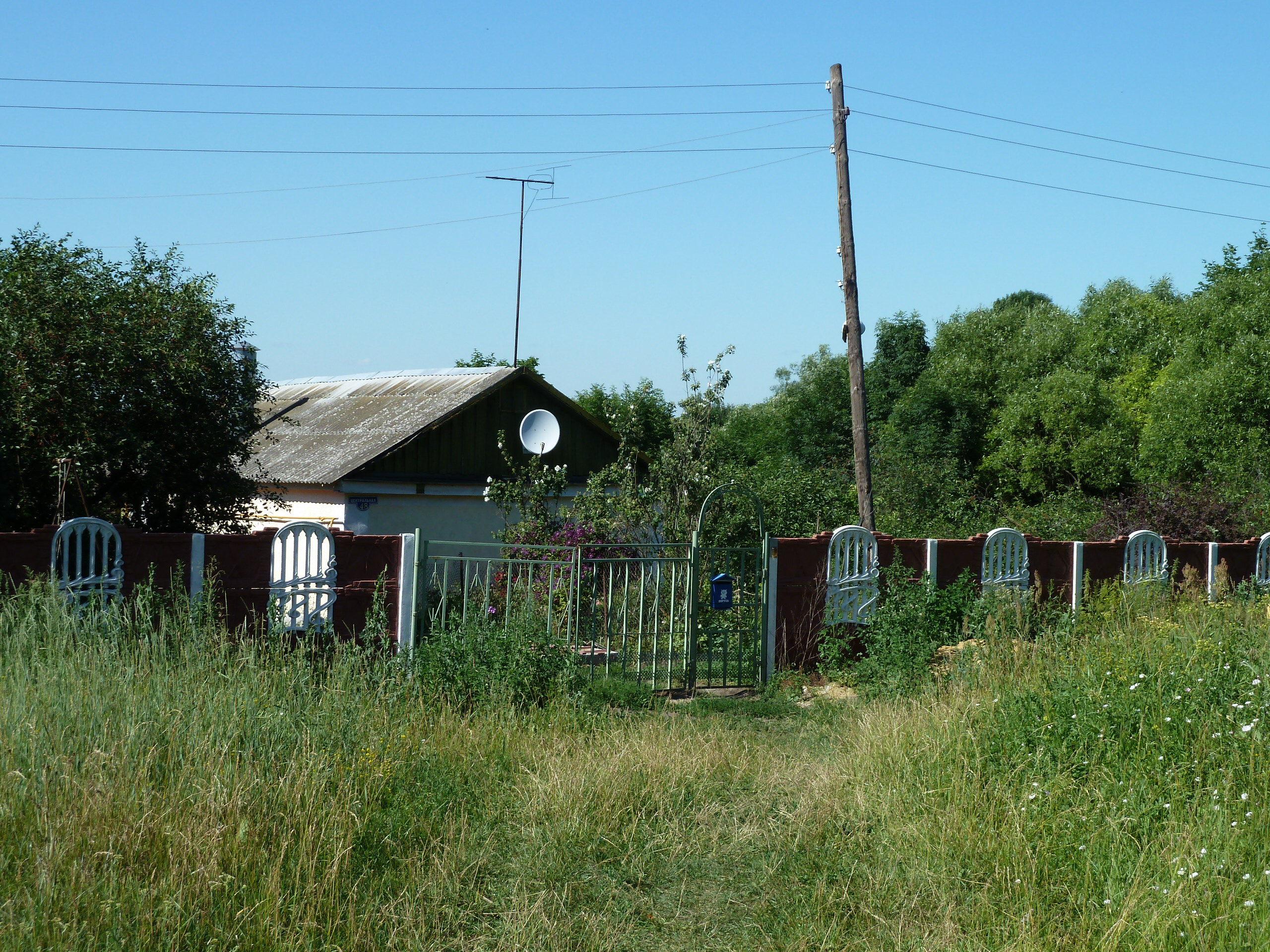
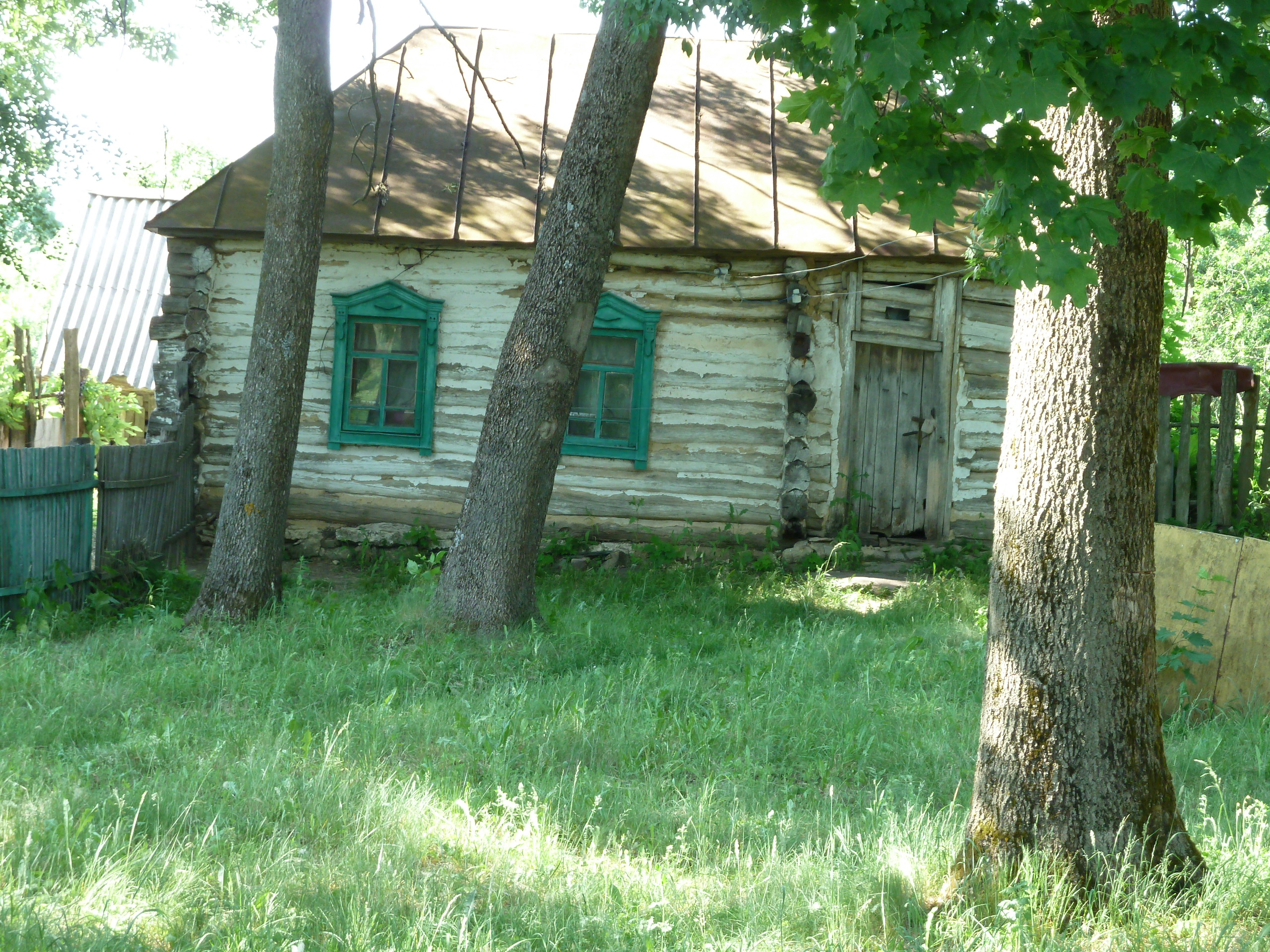
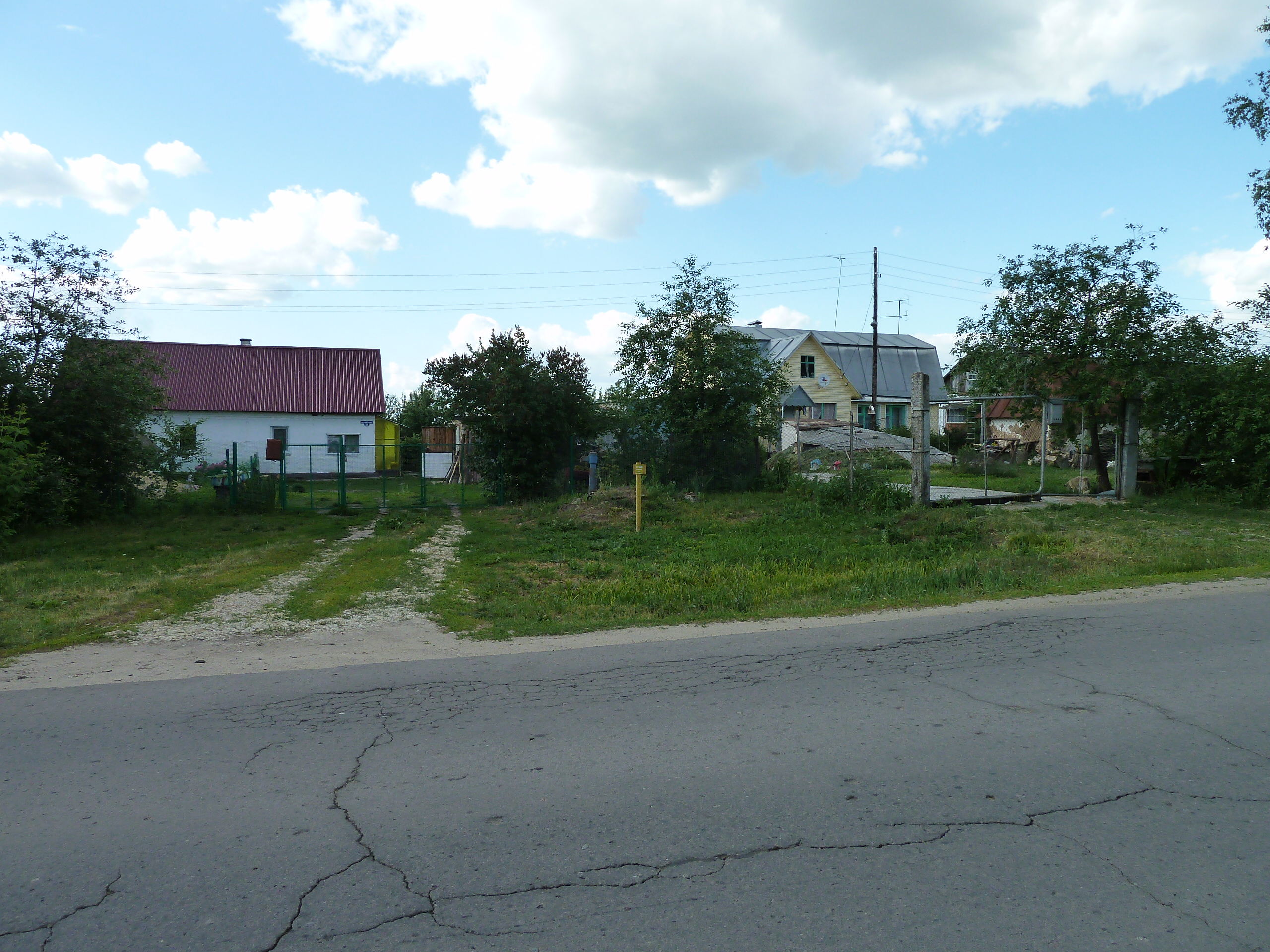

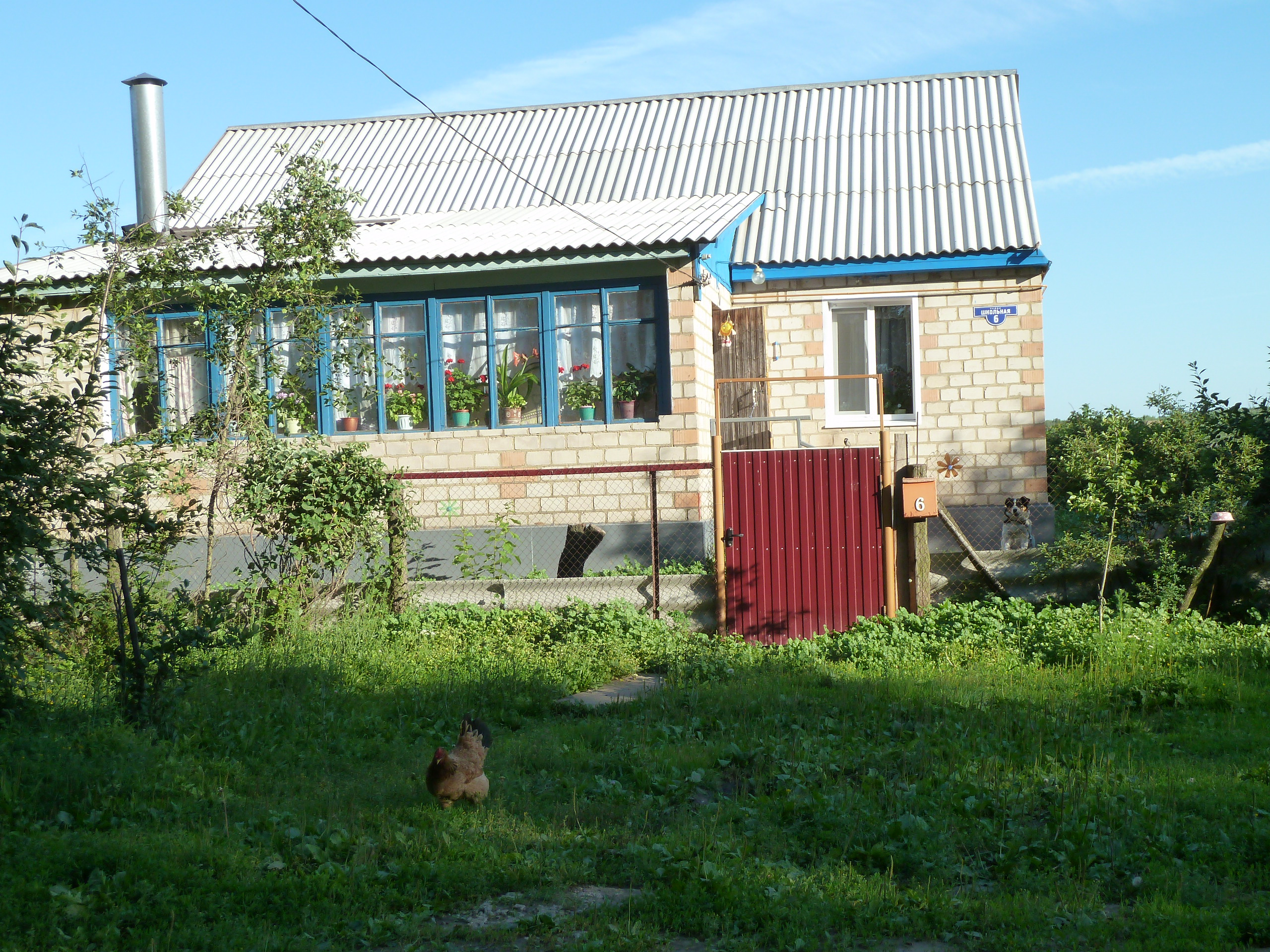
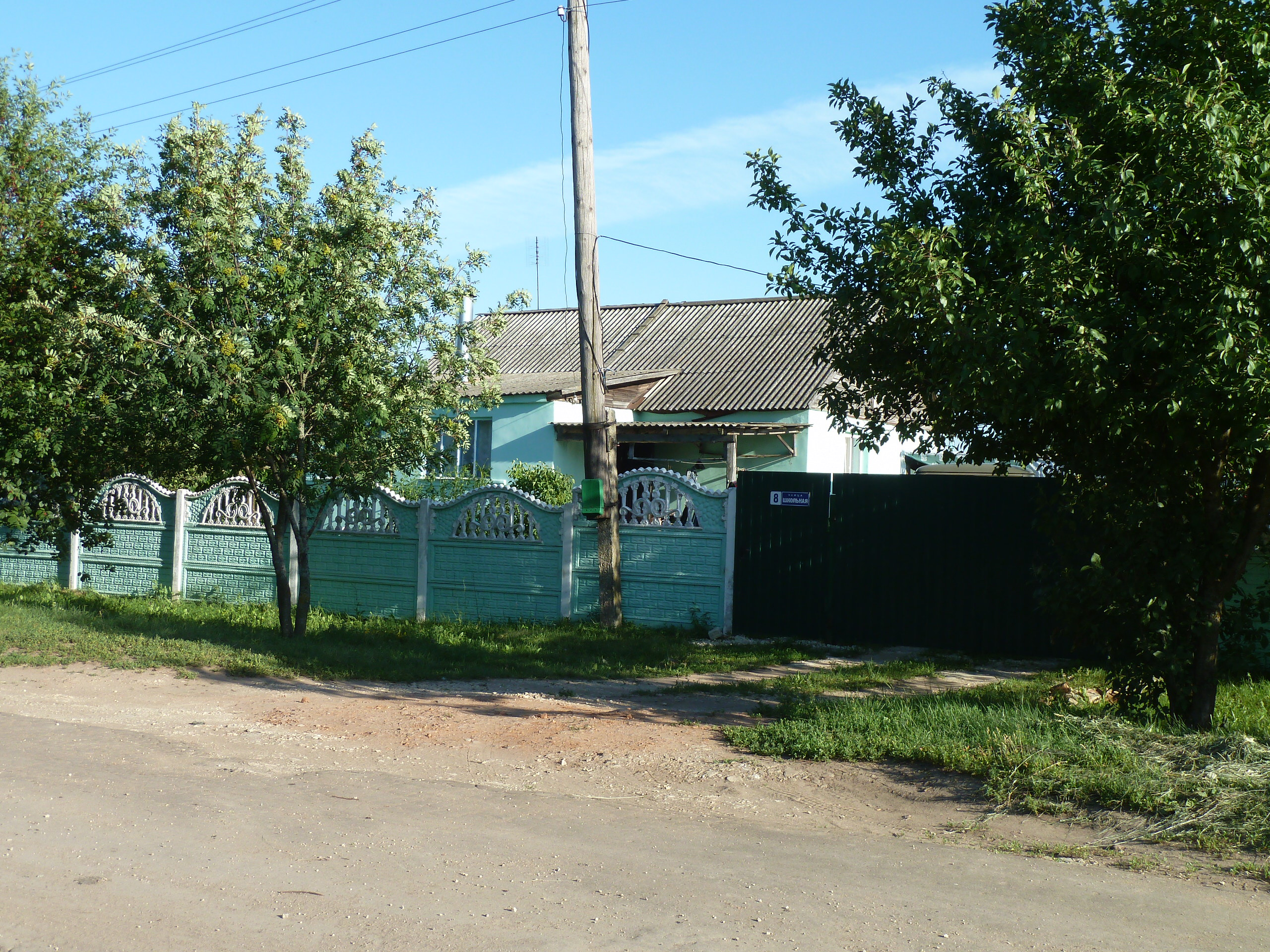
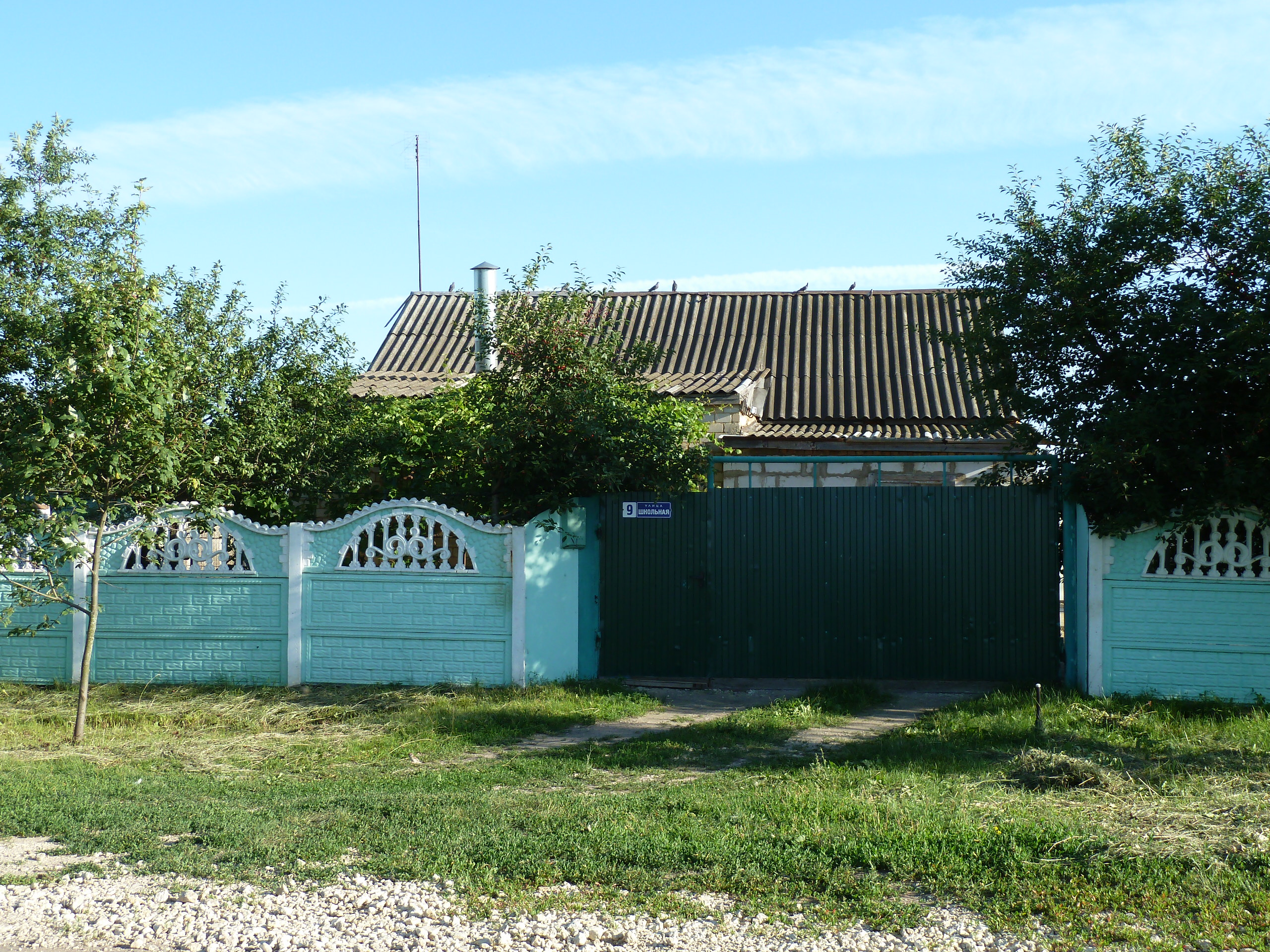
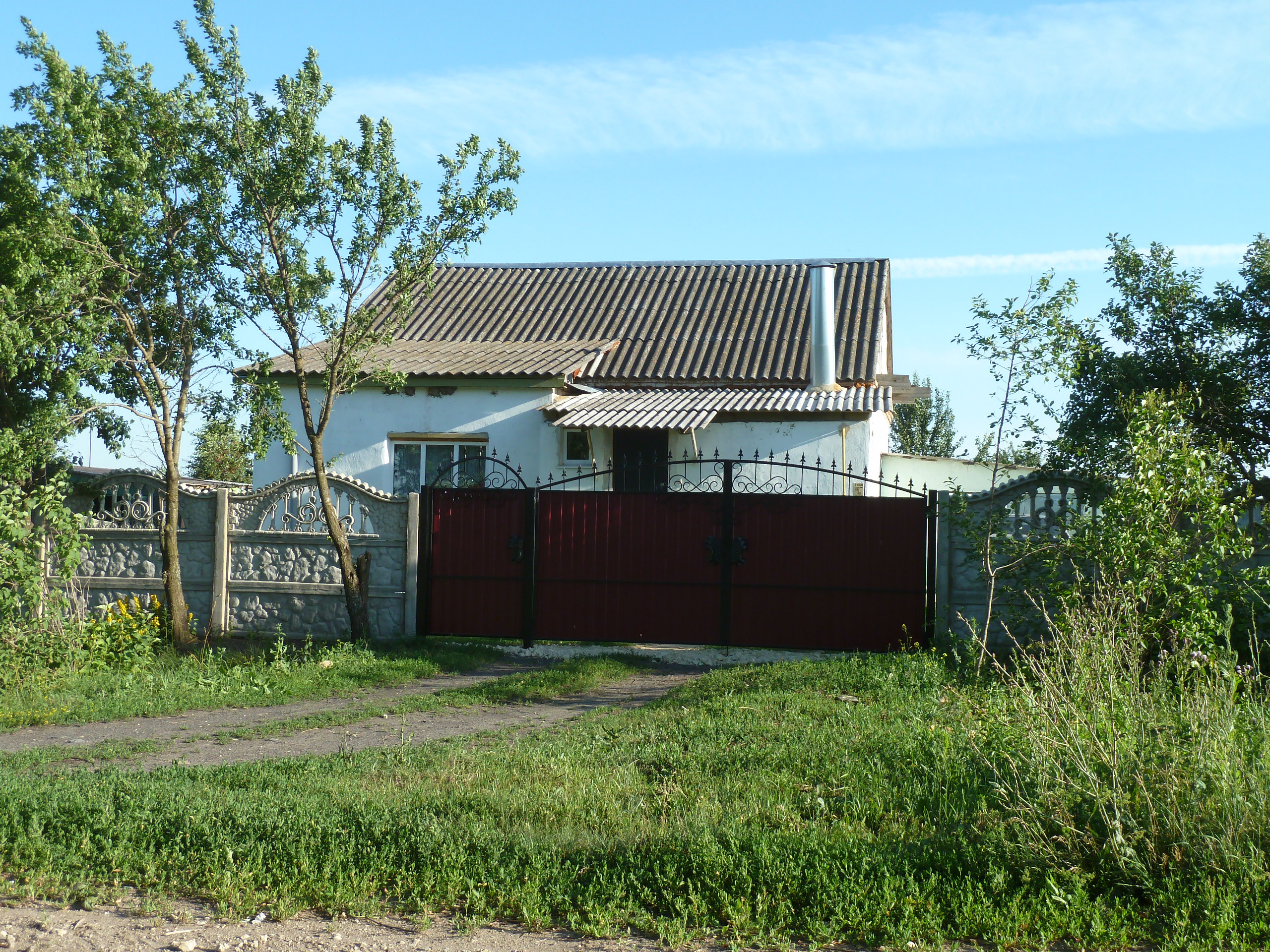
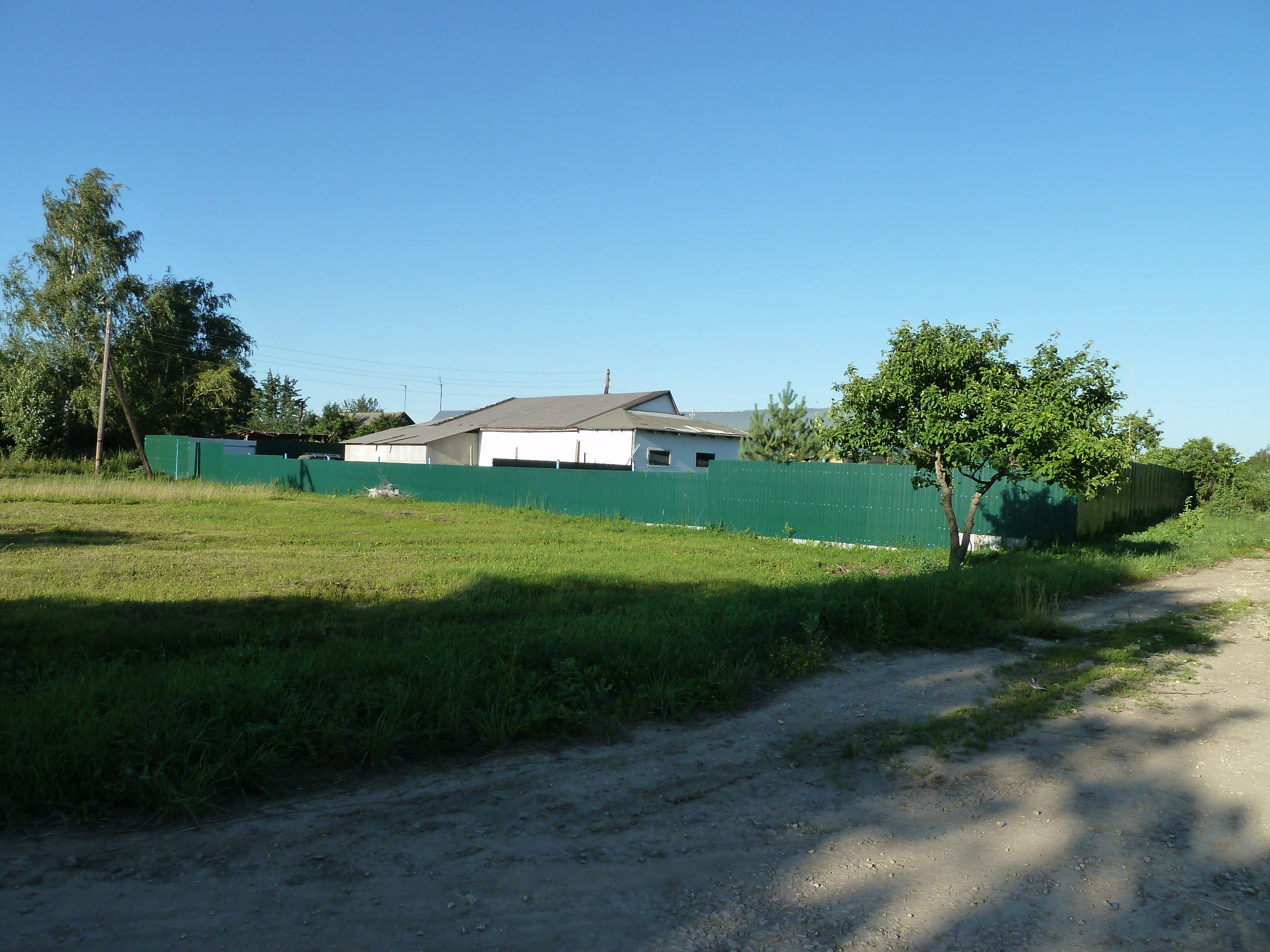

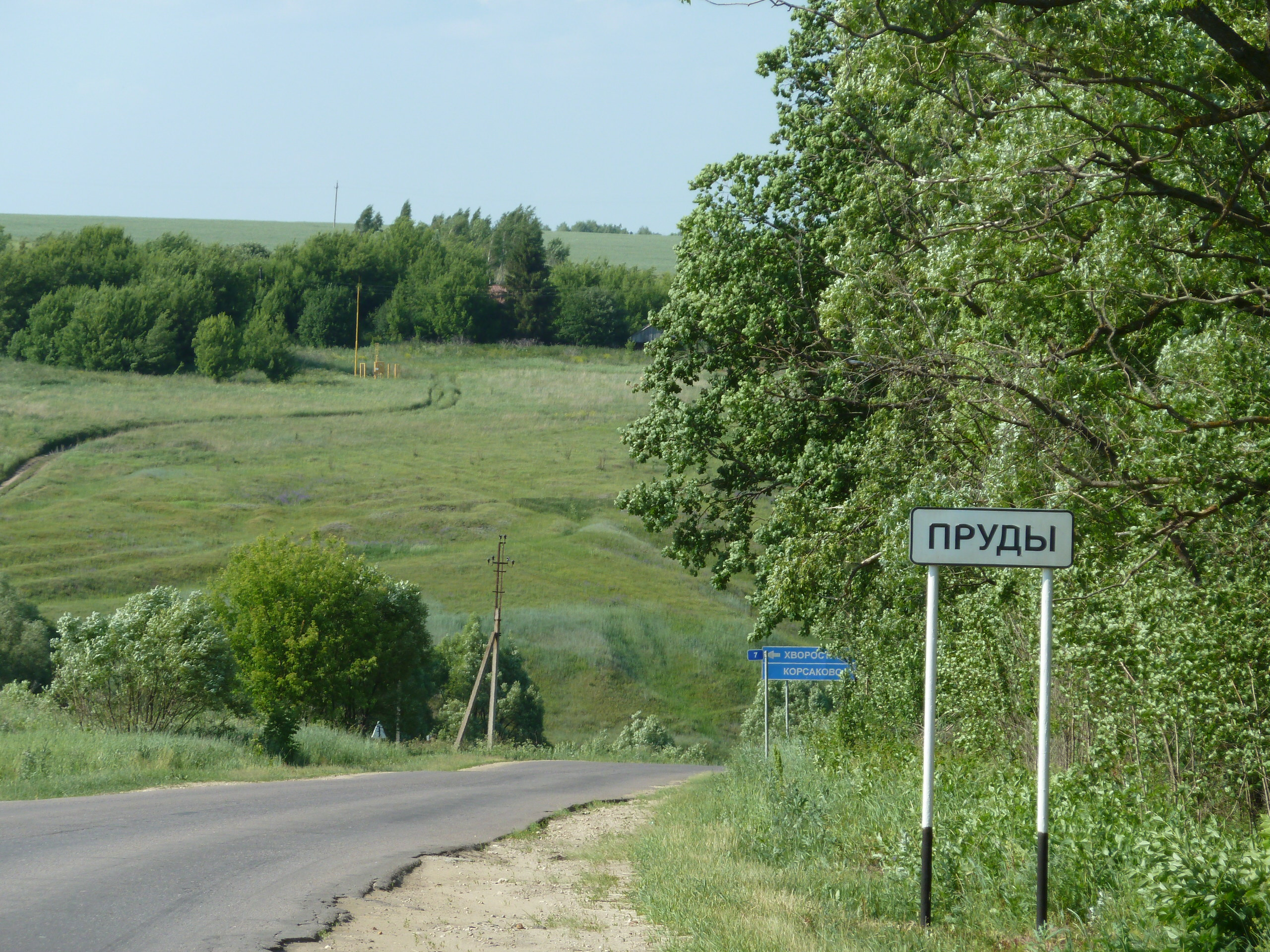
Въездная дорога из райцентра
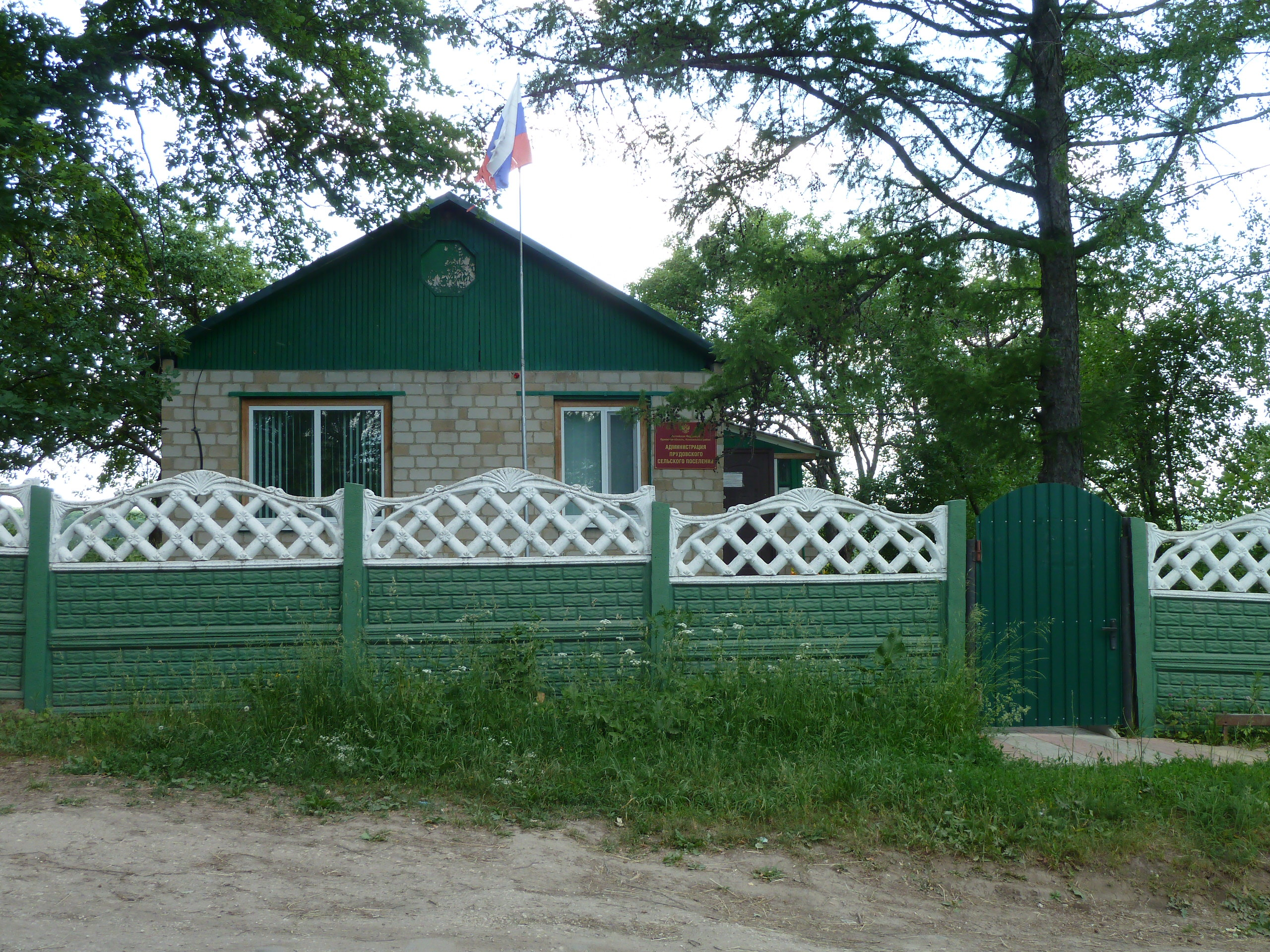
Администрация Прудовского сельского поселения
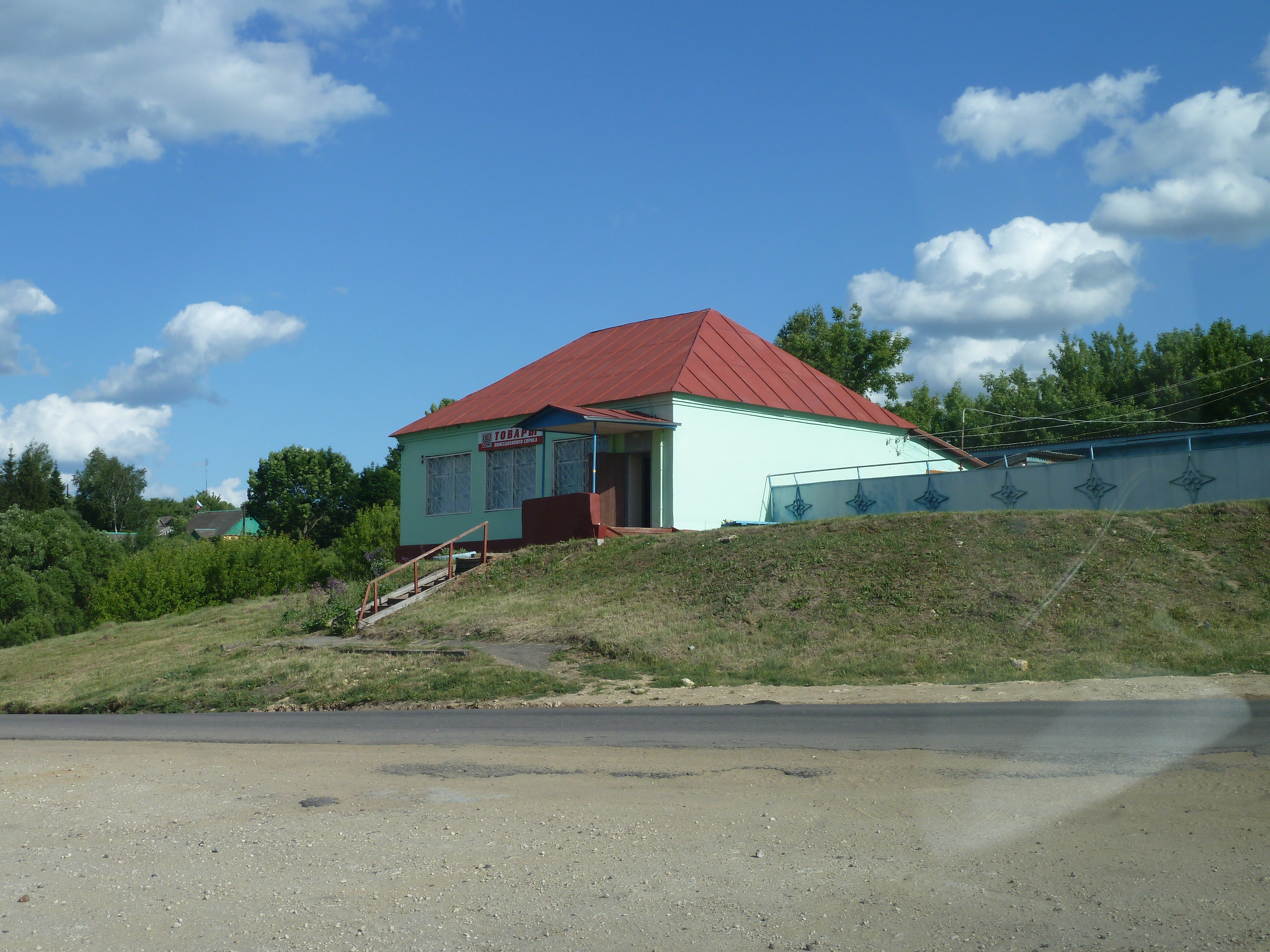
Магазин
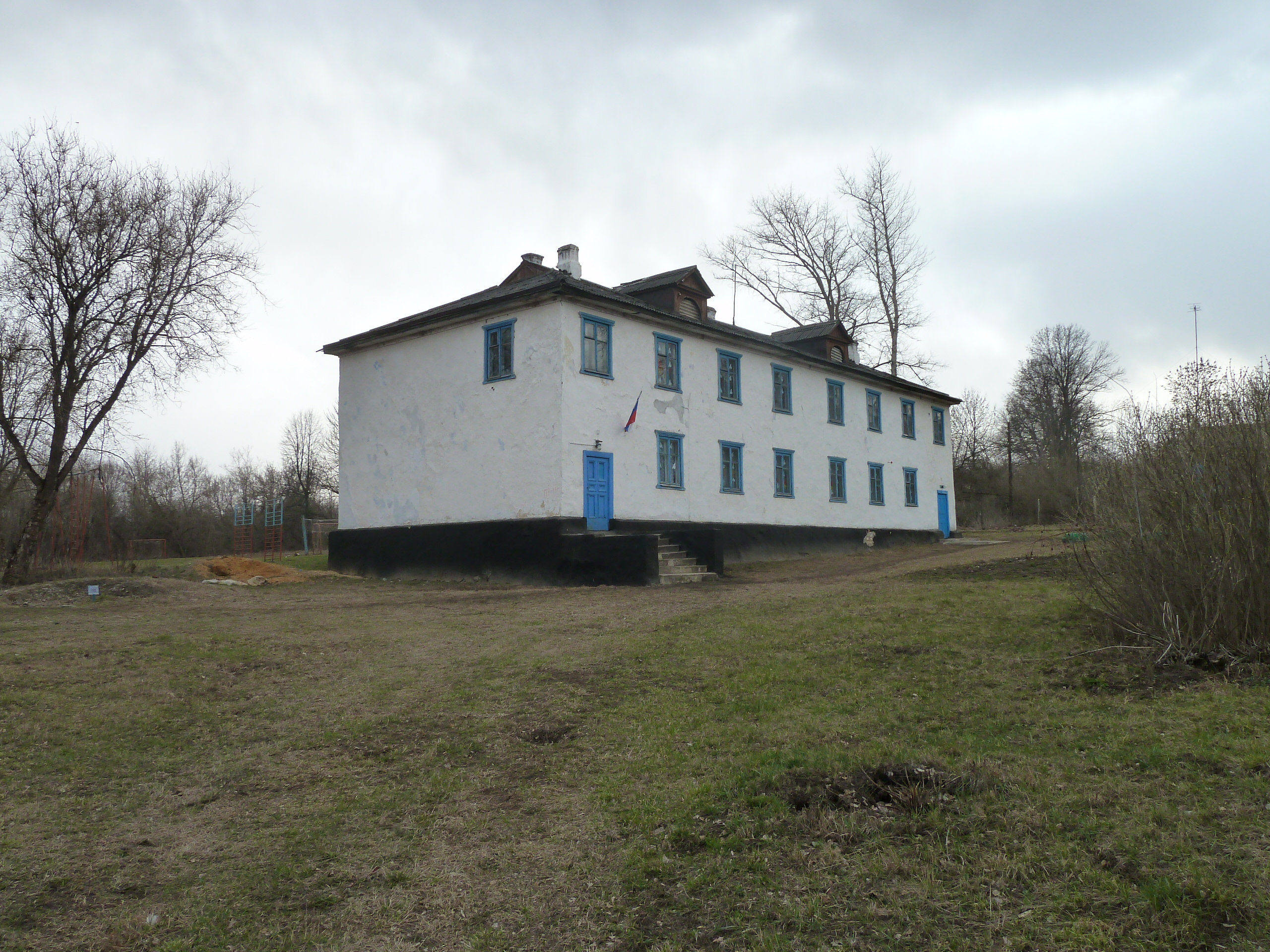
Прудовская 8-летняя школа
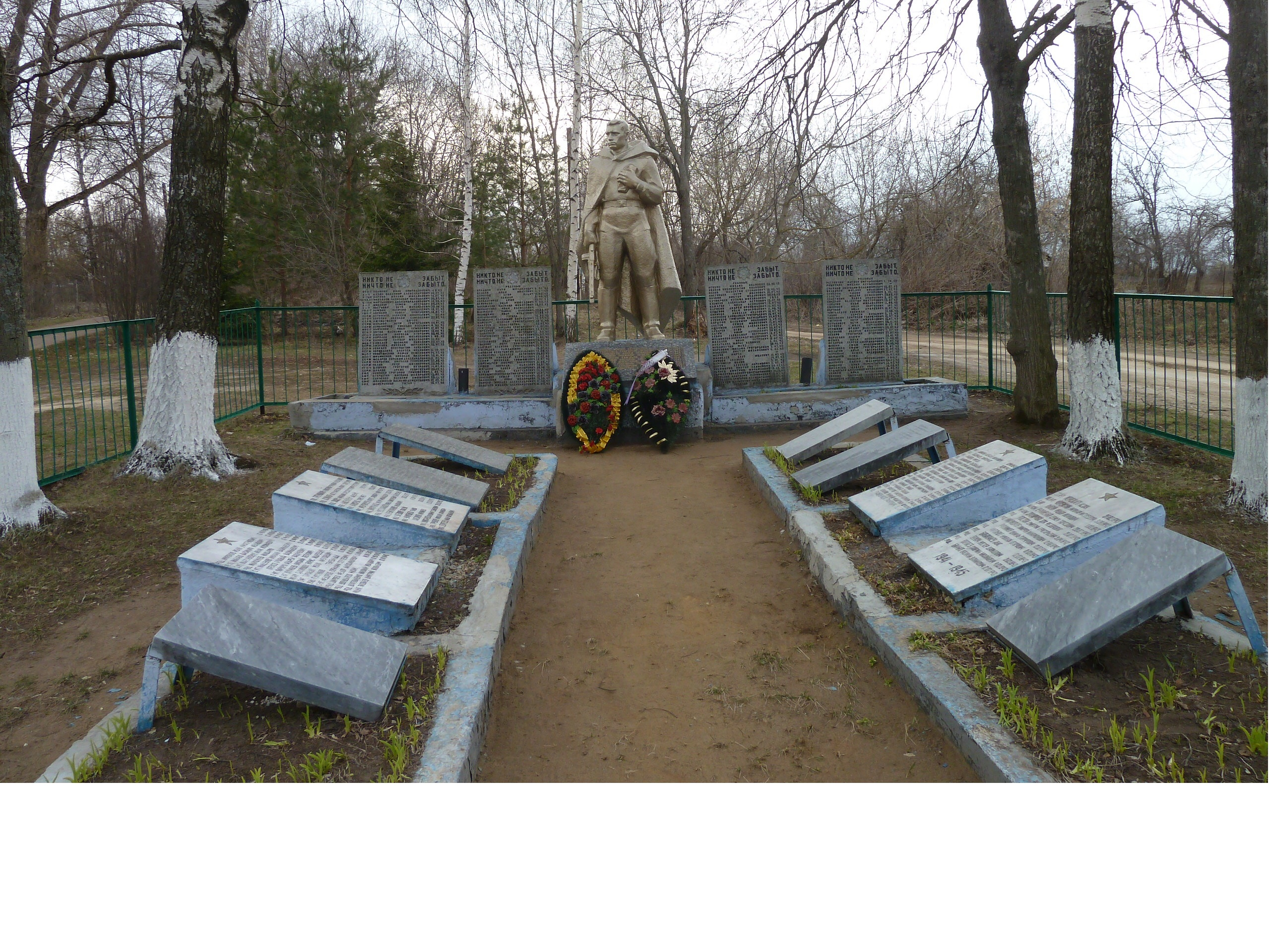
Братская могила Советских воинов
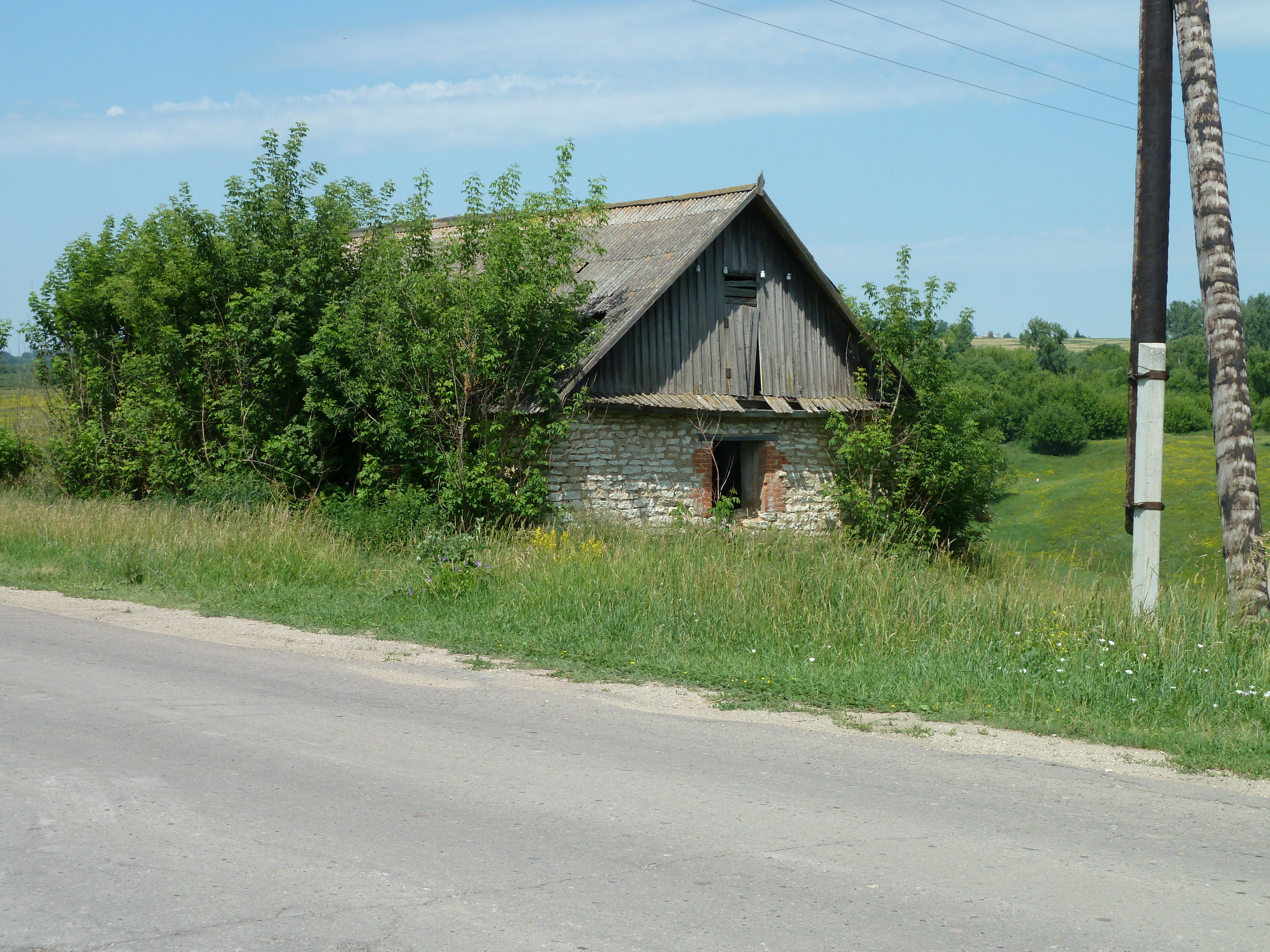
Бывшая лесопилорама
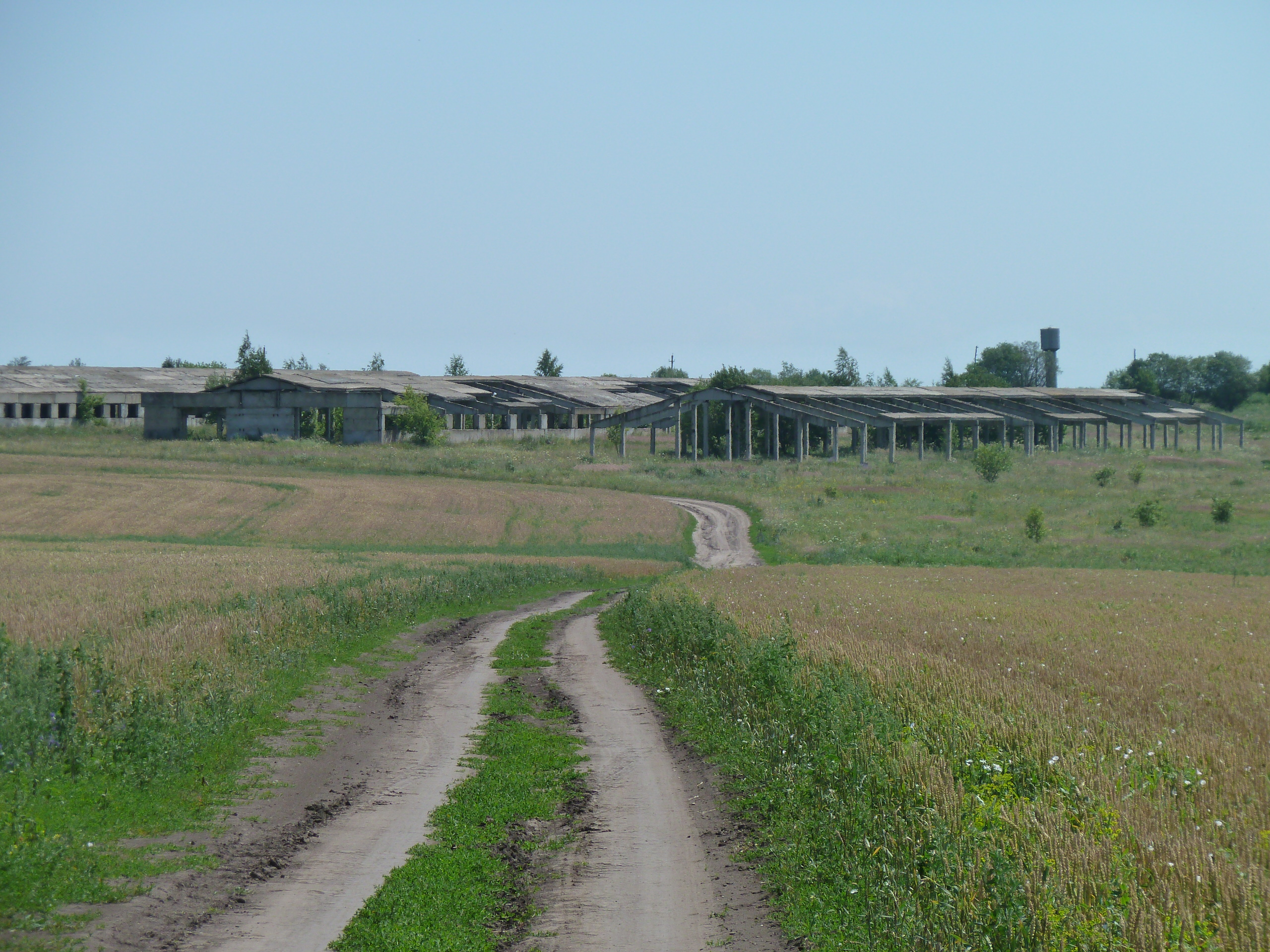
Бывший животноводческий комплекс
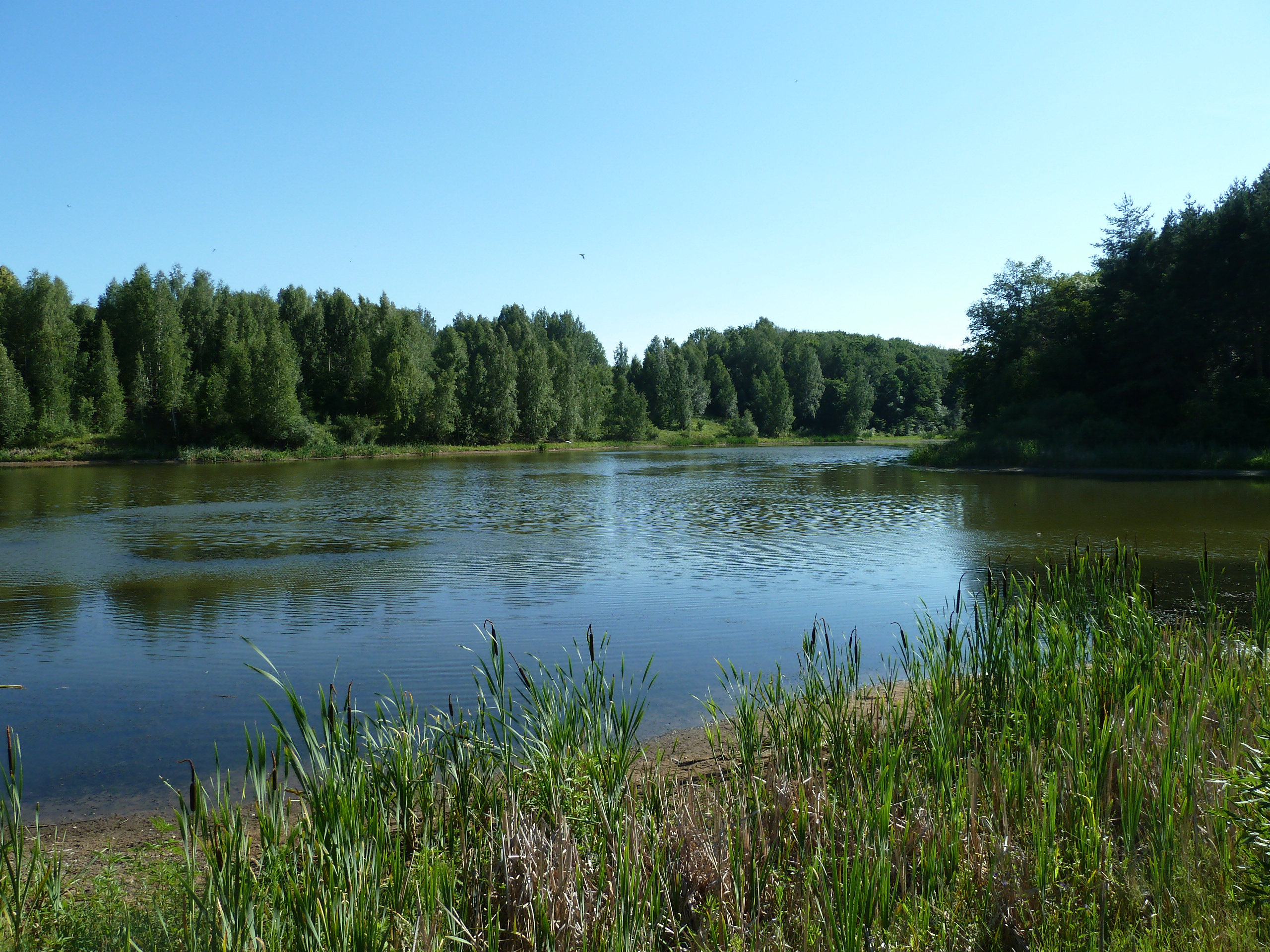
Пруд Варница
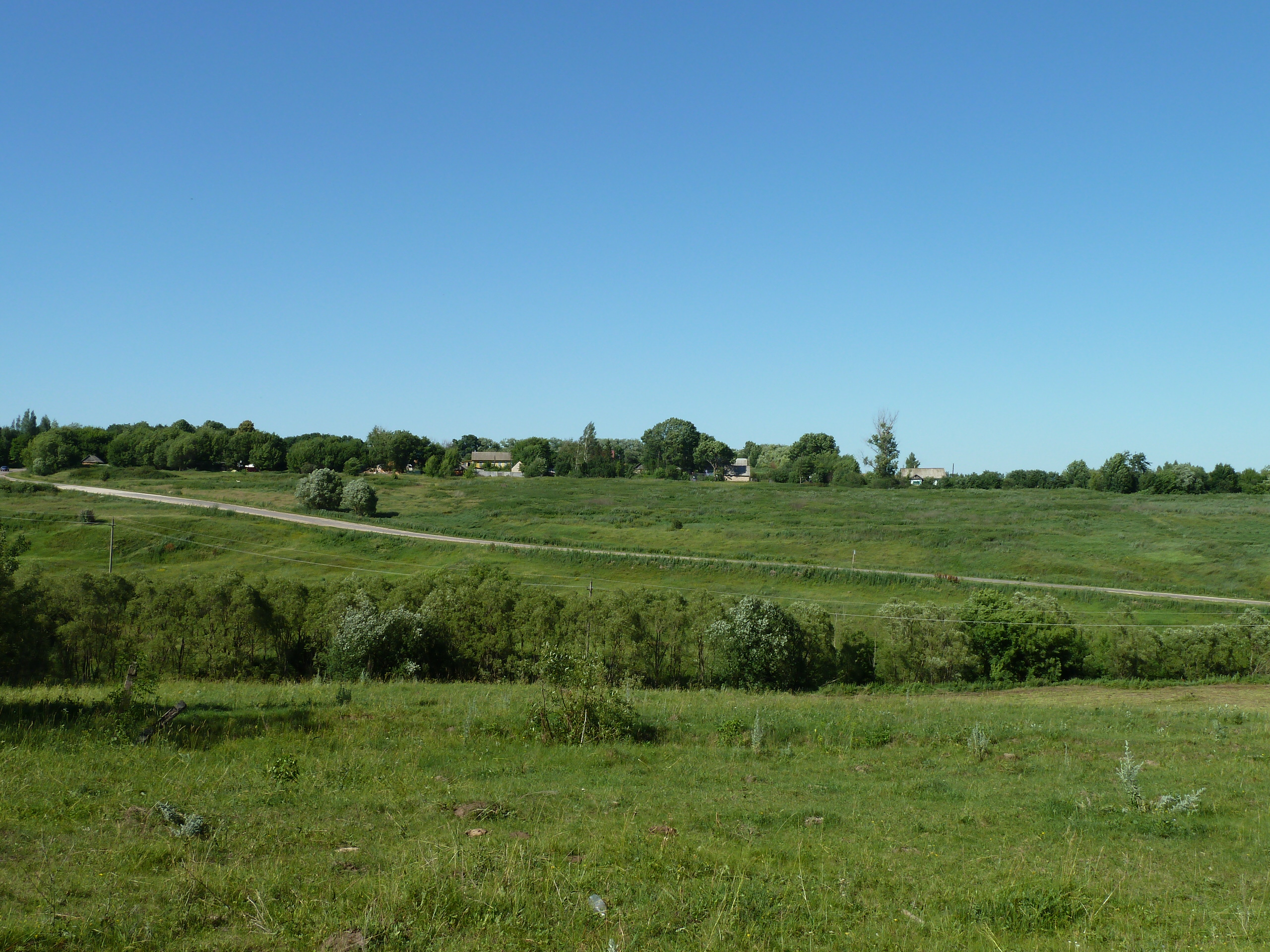
Посёлок Лазаревка
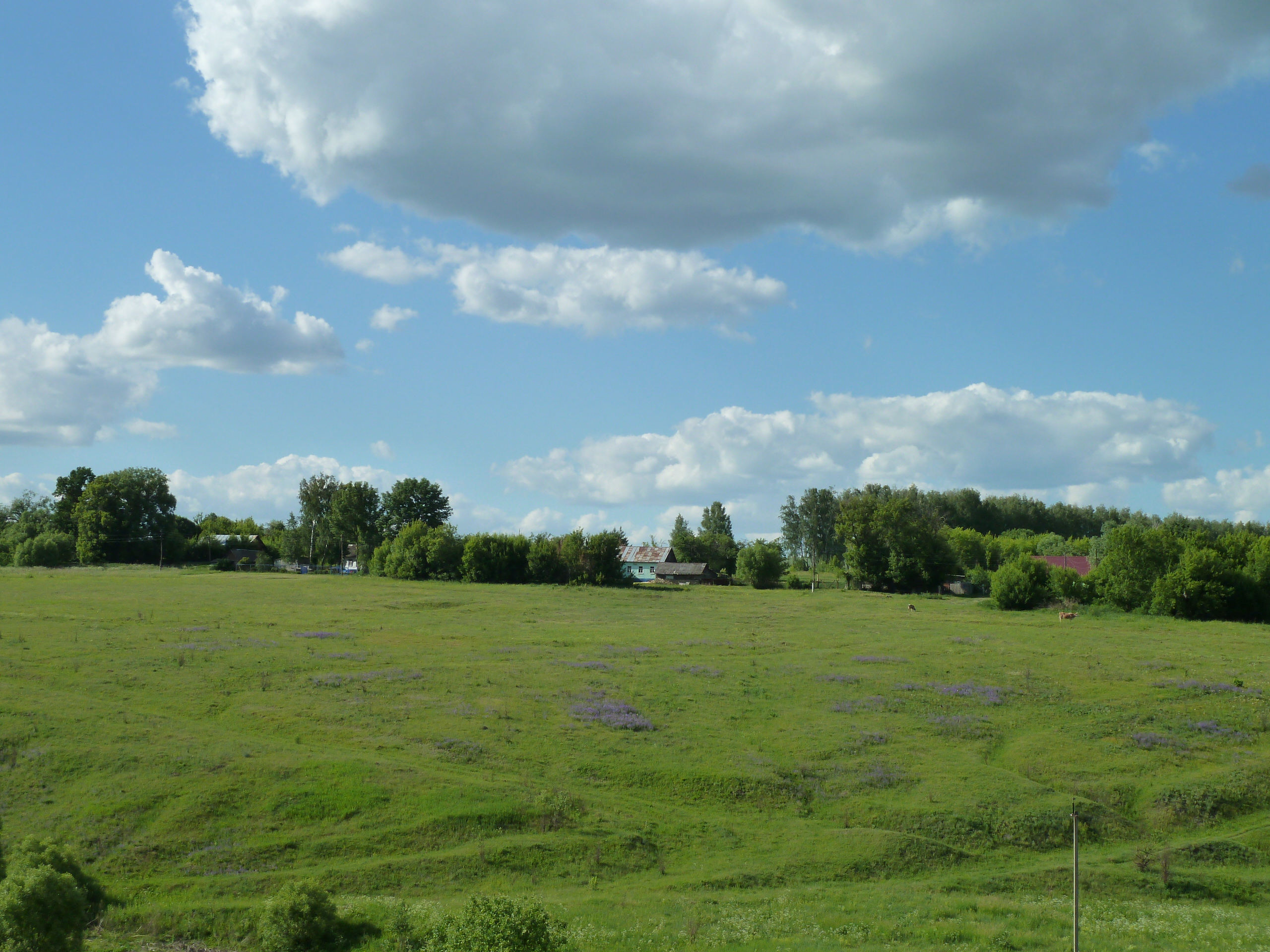
Посёлок Лазаревка